# Panhard & Levassor Type D
Der Panhard & Levassor Type D ist ein Pkw-Modell der 1900er Jahre. Hersteller war Panhard & Levassor in Frankreich.

## Beschreibung
Die Fahrzeuge haben einen von Arthur Constantin Krebs entwickelten Ottomotor. Im Motorcode „O2R“ steht das „O“ für diesen „Centaure“ genannten Motor und die „2“ für die Anzahl der Zylinder.
Es ist ein Zweizylinder-Reihenmotor mit paarweise gegossenen Zylindern. Er hat 90 mm Bohrung, 130 mm Hub und 1654 cm³ Hubraum. Er wurde auch 7 CV bzw. im zweiten Jahr 7 CV légère (leicht) genannt. Der Vorgänger A1/A2 hat Motoren anderer Bauart, aber mit denselben Zylinderabmessungen. Das Getriebe hat vier Gänge. Eine Ausführung des Type A mit dem gleichen Motor und einem Dreiganggetriebe wurde teilweise parallel angeboten. 
Die Produktion lief von Mai 1902 bis Dezember 1905. In den einzelnen Kalenderjahren wurden vier, elf, zwei und vier Fahrzeuge verkauft. In der Summe sind das 21 Stück, von denen keines exportiert wurde.´Das sind wesentlich weniger als bei der erwähnten Ausführung des Type A.